# Jangseong
Der Landkreis Jangseong (kor.: 장성군, Jangseong-gun) befindet sich in der Provinz Jeollanam-do in Südkorea. Der Verwaltungssitz befindet sich in der Stadt Jangseong-eup. Der Landkreis hatte eine Fläche von 518,65 km² und eine Bevölkerung von 46.836 Einwohnern im Jahr 2019.

Lage des Landkreises in Jeollanam-do

Die berühmte Romanfigur Hong Gil-dong dient dem Landkreis als Symbolfigur. Ihm ist einen jährlich stattfindendes Festival sowie ein Themenpark gewidmet. Jangseong gilt als möglicher Geburtsort von Hong Gil-dong.